# Relations entre l'Algérie et le Mexique
Les relations entre l'Algérie et le Mexique désigne les relations diplomatiques entre le République algérienne démocratique et populaire et les États-Unis Mexicains. Les deux nations sont membres du Groupe des quinze, du Groupe des vingt-quatre et de l'Organisation des Nations unies.

## Histoire
En 1962, le Mexique est le premier pays à reconnaître la nouvellement indépendante Algérie après l'obtention de l'indépendance de la France. Les relations diplomatiques entre les deux nations sont officiellement lancée le 21 octobre 1964. En 1965, l'ambassadeur du Mexique au Caire, Égypte est accrédité pour l'Algérie. En 1974, une ambassade résidente du Mexique est ouverte à Alger et, en 1975, l'Algérie inaugure une ambassade à Mexico. En 1975, le Président mexicain, Luis Echeverría, est premier chef d'État mexicain à se rendre en Algérie. En 1982, le Président algérien, Chadli Bendjedid, effectue sa première visite au Mexique pour assister au Conférence Nord-Sud de Cancún.
En 2002, le Président algérien, Abdelaziz Bouteflika, effectue une visite dans la ville de Monterrey pour assister au Consensus de Monterrey. En février 2005, le Président mexicain, Vicente Fox, fait une visite officielle en Algérie et rencontre le Président algérien Abdelaziz Bouteflika.
En 2008, comme un signe d'amitié mutuelle, une statue d'Abdelkader ibn Muhieddine est dévoilée à Mexico. En 2011, une statue dédiée à Emiliano Zapata est dévoilé à Alger. En octobre 2014, les deux pays célèbrent les 50 ans de relations diplomatiques.
En 2016, la Chambre des députés mexicaine créé le Groupe d'amitié Mexique-Algérie, composé de 11 législateurs. Le groupe sera utilisé pour promouvoir la coopération dans les domaines culturel, touristique, technologique, éducatif, commercial et dans les investissements entre les deux pays, ainsi que le renforcement des relations multilatérales.

## Visites de haut niveau

Le président algérien Chadli Bendjedid assiste à la Conférence Nord-Sud de Cancún avec son homologue mexicain, le Président José López Portillo (1981).

Visites de haut niveau de l'Algérie au Mexique
- Président Chadli Bendjedid (1981 et 1985)
- Ministre des Affaires étrangères Ahmed Taleb Ibrahimi (1985)
- Président Abdelaziz Bouteflika (2002)

Visites de haut niveau du Mexique en Algérie
- Secrétaire des Relations extérieures Emilio Óscar Rabasa (1974)
- Président Luis Echeverría (1975)
- Secrétaire des Relations extérieures Bernardo Sepúlveda Amor (1986)
- Président Vicente Fox (2005)
- Secrétaire des Relations extérieures Patricia Espinosa (2009)
- Secrétaire des Relations extérieures José Antonio Meade Kuribreña (2015)

## Accords bilatéraux
Les deux nations ont signé plusieurs accords bilatéraux tels qu'un accord de coopération culturelle (1977), un accord de coopération dans le domaine des hydrocarbures et de leurs dérivés entre Pemex et Sonatrach (1984) et un accord portant création d'une commission intergouvernementale de coopération économique, commerciale, scientifique et technologique (1985).

## Relations commerciales
En 2018, le commerce bilatéral entre les deux pays s'élevait à $178 millions de dollars américains. Les principales exportations de l'Algérie vers le Mexique comprennent l'huile, les produits d'hygiène féminine, les bouchons et les tuiles. Les principales exportations du Mexique vers l'Algérie sont le blé, les haricots verts, les antibiotiques, l'anti venin, les centrifugeuses et les produits pharmaceutiques. L'Algérie est le 67e partenaire commercial du Mexique (2e en Afrique) tandis que le Mexique est le 38e partenaire commercial de l'Algérie dans le monde. La multinationale mexicaine Grupo Hermes opère en Algérie.

## Missions diplomatiques résidentes
- L'Algérie a une ambassade à Mexico[8].
- Le Mexique a une ambassade à Alger[9].